# Ryan Butler
Ryan Townsend Butler (sinh ngày 21 tháng 6 năm 1979) là một chính khách và nhà làm phim người Mỹ. Ông chỉ đạo bộ phim tài liệu đầu tiên về hôn nhân đồng giới được phát sóng trên truyền hình quốc gia tại Hoa Kỳ, là cựu chủ tịch của đảng Dân chủ LGBT ở North Carolina và là cựu thành viên của Ủy ban Quốc gia Dân chủ.

## Sự nghiệp chính trị
Butler trước đây đã phục vụ trong Ủy ban tư vấn khu phố cho Dupont Circle, Washington, D.C. tại phường 2. Ông được bầu vào ngày 7 tháng 11 năm 2006 với 87,47% phiếu bầu. Ông là Chủ tịch đầu tiên của Đảng Dân chủ LGBT ở North Carolina. Vào tháng 4 năm 2015, Butler được bổ nhiệm làm Chủ tịch Hội đồng Đánh giá của Đảng Dân chủ North Carolina. Vào ngày 6 tháng 2 năm 2016, ông là một trong năm người được Ủy ban điều hành Nhà nước Dân chủ North Carolina bầu vào Ủy ban Quốc gia Dân chủ, biến ông thành một siêu đại diện. Điều đó đánh dấu lần đầu tiên một thành viên LGBT DNC được bầu bởi Đảng Dân chủ North Carolina.

## Sự nghiệp điện ảnh và pháp lý
Bộ phim đáng chú ý nhất của Butler, A Union in Wait (2001), là một bộ phim tài liệu độc lập về hôn nhân đồng giới được phát sóng trên Sundance Channel và được chiếu tại hơn 20 liên hoan phim trên toàn thế giới. Đó là bộ phim tài liệu đầu tiên về hôn nhân đồng giới được phát sóng trên truyền hình quốc gia tại Hoa Kỳ.
Sau khi phát hành A Union in Wait, Butler làm biên tập viên truyền hình ở Washington, D.C., cho ABC 7, National Geographic Channel, và CNN. Năm 2008, ông chuyển về North Carolina, nơi ông làm cố vấn tại nhà tại Replacements, Ltd. sau khi làm việc cho Đại hội đồng North Carolina và sau đó là một luật sư trong thực hành tư nhân.